# Saint-Nicolas-d’Aliermont
Saint-Nicolas-d’Aliermont település Franciaországban, Seine-Maritime megyében. Lakosainak száma 3707 fő (2022. január 1.). Saint-Nicolas-d’Aliermont Ancourt, Arques-la-Bataille, Bellengreville, Dampierre-Saint-Nicolas, Douvrend, Envermeu, Notre-Dame-d’Aliermont, Saint-Aubin-le-Cauf és Saint-Jacques-d’Aliermont községekkel határos.

## Népesség
A település népessége az elmúlt években az alábbi módon változott:
| Lakosok száma | 3616 | 3669 | 3799 | 3705 | 3715 | 3719 | 3718 | 3764 | 3707 |
|               | 2013 | 2015 | 2016 | 2017 | 2018 | 2019 | 2020 | 2021 | 2022 |